# Ferranti Mark I
Ferranti Mark I ili Manchester Electronic Computer ili Manchester Ferranti ime je za računalo koje je razvila engleska tvrtka Ferranti i bilo je prvo komercijalno računalo u svijetu. Prvi primjerak je bio isporučen u veljači 1951. godine fakultetu u Manchesteru, mjeseca dana prije isporuke UNIVACa Američkom zavodu za popis stanovništva.

## Povijest razvoja
Ferranti Mark I je komercijalna inačica računala Manchester Mark I kojeg je proizvela engleska tvrtka Ferranti pod ugovorom s vladom Velike Britanije.

## Arhitektura
- Memorija 20-bit adresa,
- 40-bitna artimetika, s posebnim sklopovljem za: zbrajanje, oduzimanje, i množenje arithmetic te logičke operacije
- 80-bitni akumulator
- 8 regisatra (B-linije za modificiranje adresa u naredbama); jednostavna B-linija aritmentika i ispitivanje
- Jedno-adresni format naredbi s 50 naredbi
- 8 stranica s izravnim pristupom (jedna stranica sačinjena od Williams cijevi sa 64 * 20-bit riječi)
- sekundarna memorija s magneskim bubnjem kapaciteta 512 stranica, 2 stranice po traci, i okretajem od 30 ms
- vrijeme izvršavanja naredbi: 1,2 ms (standardna naredba), množenje 2,16 ms
- periferne naredbe: čitanje i pisanje linije na paprinoj traci s 5-rupa po širini, prebacivanje stranice ili trake sa sekundarne memorije na Williams cijevi ili obrnuto.